# دفتر سیاست علم و فناوری (امریکا)
دفتر سیاست علم و فناوری (STPI)، مرکز تحقیق و توسعه فدرال، واقع در واشنگتن دی‌سی است. STPI تحقیقات عینی و واقعی را فراهم می‌آورد و با سیاست حمایت از دفتر سیاست علم و فناوری کاخ سفید، و همچنین حامی خود بنیاد ملی علوم و سایر آژانس‌های فدرالی علوم، به تجزیه و تحلیل حوزه علم و فناوری می‌پردازد. STPI توسط مؤسسه غیرانتفاعی تحلیل‌های دفاعی واقع در آلکساندریا ویرجینیا اداره می‌شود.

## تاریخچه
در سال ۱۹۹۰، کنگره، مؤسسه فناوری‌های نقادانه (CTI) را اجاره کرد. طبق این قرارداد CTI به عنوان مرکز تحقیقات اقتصادی و توسعه‌ای فدرال تحت حمایت دفتر سیاستگزاری علم و فناوری تأسیس شد و با تخصیص بودجه از سوی وزارت دفاع پشتیبانی می‌شود. در طول این دوره، CTI توسط شرکت RAND اداره می‌شد. در سال ۱۹۹۸، قانون بنیاد ملی علوم را مصوب کرد و طبق آن نام مؤسسه فناوری‌های نقادانه (CTI) به نام دفتر سیاست علم و فناوری (STPI) تغییر یافت. این قانون همچنین حامی (STPI) را هم از وزارت دفاع به بنیاد ملی علوم تغییر داد و وظایف دفتر نیز اصلاح شد. در سال ۲۰۰۳، شرکت RAND توسط مؤسسه تحلیل‌های دفاعی به عنوان مدیر مؤسسه سیاست علم و فناوری جایگزین شد.